# Rubraea peetersi
Rubraea peetersi is een vlinder uit de familie van de Nymphalidae. De wetenschappelijke naam van de soort is voor het eerst gepubliceerd in 1992 door Jacques Pierre.
De soort komt voor in de Centraal Afrikaanse Republiek.